# 미자르와 알코르

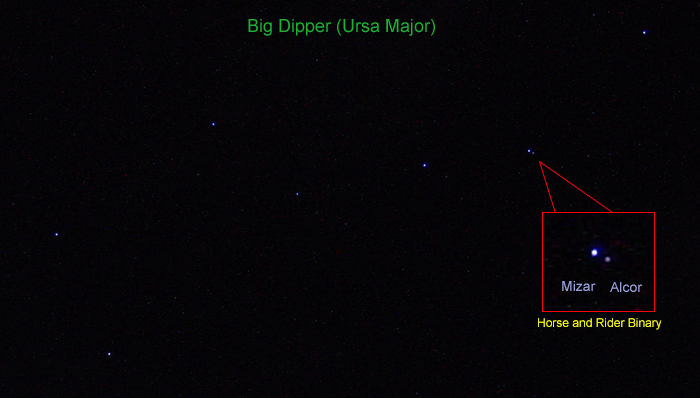
큰곰자리에 있는 미자르와 알코르.

미자르와 알코르(Mizar and Alcor)는 큰곰자리의 북두칠성을 구성하는 항성계들로 이 둘은 맨눈에는 가까이 붙어 있는 것처럼 보인다. 서구권에서는 큰 국자(또는 쟁기) 형상에서 손잡이 부분에 해당된다고 인식하고 있다. 미자르는 국자 손잡이의 끝에서 두 번째 별이며 알코르는 미자르의 동반성으로 미자르보다 흐릿하게 보인다.

## 관측 역사
16세기 갈릴레이의 동료들 중 한 명이었던 베네데토 카스텔리는 망원경으로 미자르를 관측하여 이 별이 미자르 A와 미자르 B로 이루어진 쌍성계임을 알아냈다. 이후 19세기 초부터 20세기 초까지 분광학의 도움으로 과학자들은 미자르 A와 B가 둘 다 쌍성계임을 입증했다. 1908년 알코르-미자르 계는 당시 기준으로 최초로 발견된 5중성계였다.
2009년 로체스터 대학교의 에릭 마마제크 연구진은 외계 행성을 찾던 중 알코르 역시 쌍성계임을 알아냈으며 이로써 알코르-미자르 계는 6중성계임이 밝혀졌다. 미국 자연사 박물관의 벤 오펜하이머도 마마제크와 같은 결과를 독립적으로 발견했다.

## 항성계
미자르-알코르 계는 히파르코스 측성 위성이 측정한 바에 따르면 태양으로부터 약 83 광년 떨어져 있다. 미자르 또는 큰곰자리 제타(ζ UMa)는 그 자체가 4중성계이며 알코르 또는 큰곰자리 80(80 UMa)은 쌍성이다. 따라서 미자르-알코르는 전체가 6중성계를 구성한다. 맨눈으로 볼 때 알코르는 미자르로부터 약 12 분각 떨어져 있는 것처럼 보인다. 알코르의 겉보기등급은 3.99이며 분광형은 A5 V이다. 알코르는 1 초각 떨어진 곳에 어두운 적색왜성 동반성 하나를 거느리고 있다.
미자르와 알코르의 고유운동은 두 항성계가 북두칠성의 다른 항성들(큰곰자리 알파와 큰곰자리 에타 제외, 큰곰자리 운동성군의 구성원들로 한 곳에서 태어났으나 지금은 대부분이 흩어져 있음)과 함께 움직이고 있음을 보여준다. 미자르와 알코르는 중력적으로 묶여 있음이 확정적으로 증명되었다. 가이아 시차 측정치로부터 구한 알코르 쌍성계와 미자르 4중성계 사이의 거리는 0.36±0.19 ly로 종전 추정치보다 더 가까이 있었다. 지구로부터 이 두 별까지의 거리는 정확도가 떨어진다. 만약 두 항성계가 우리로부터 똑같은 거리에 있다고 가정하면 미자르와 알코르 사이의 거리는 17800 AU (0.281 ly)에 불과하다.
미자르와 알코르 사이에 보이는 8 등급 항성 Sidus Ludoviciana (HD 116798, 루트비히의 별)는 멀리 떨어져 있는 배경 천체이다.

## 명칭
고유명칭 미자르는 아랍어 المئزر ('미자르', 앞치마/래퍼/덮개의 뜻)에서 유래했다. 알코르는 원래 아랍어 سها ('수하'/'소하', 잊혀진/무시당한)로 불렸으며 밝은 미자르 옆에서 희미하게 빛나는 동반천체로 유명하다.
인도 전통 천문학에서 미자르는 사프타리시 중 하나인 바시스타로, 알코르는 바시스타의 아내 아룬다티로 알려져 있다. 두 별은 부부지간으로 혼인의 상징으로 간주된다. 오늘날에도 일부 힌두 공동체에서 결혼식을 진행하는 사제들은 이 두 별을 '결혼이 가져다 주는 친밀함'의 상징으로 직접 지목하거나 돌려서 이야기한다.
동아시아 천문학에서 북두(北斗)를 구성하는 별은 큰곰자리 제타, 큰곰자리 알파, 큰곰자리 베타, 큰곰자리 감마, 큰곰자리 델타, 큰곰자리 엡실론, 큰곰자리 에타이다. 이들 중 미자르(제타)만을 가리키는 명칭은 북두6(北斗六) 또는 개양(開陽)이다.
미크맥족의 '큰곰과 일곱 사냥꾼' 전설에서 미자르는 칙카디, 알코르는 칙카디의 요리 솥으로 나온다.

## 시력 측정
맨눈으로 미자르와 알코르를 분리해서 보는 능력은 종종 시력을 측정하는 척도로 언급되지만, 시력이 그리 좋지 않은 사람들도 두 별을 분리해서 볼 수 있다. 반면 아랍어 문헌에는 시력이 아주 좋은 사람들만 미자르의 짝별을 볼 수 있다고 나와 있다. 13세기 페르시아 천문 작가 자카리야 알 카즈위니는 '사람들은 이 별(알코르)을 통해 시력을 측정했다.'라고 말했으며, 14세기 아랍 사전편찬자 피루자바디는 알코르를 '우리의 수수께끼'라고 불렀다. 훔볼트는 알코르에 대해 '보기가 어렵다.'라고 서술했으며 아라고도 비슷한 언급을 했다. 천문학자 패트릭 무어 경은 시력검사용 항성은 알코르가 아니라 미자르와 알코르 사이에 있는 다른 별이라고 주장했다. 무어 경이 지목한 항성은 루트비히의 별로, 1722년 12월 2일 독일 천문학자 요한 게오르크 리프크네히트(1679년 4월 23일 ~ 1749년 9월 17일)가 발견하여 그의 후원자인 루트비히 8세에게 경의를 표하는 뜻으로 별의 이름을 지었다. 리프크네히트는 자기가 발견한 천체를 행성으로 생각했으나, 약 1세기 전인 1616년 베네데토 카스텔리는 이미 천구상 같은 장소에서 이 천체를 관측하여 배경별이라고 결론내린 바 있다.
아일랜드의 천문학자이자 작가였던 아그네스 M. 클라크는 그녀의 1901년 노작 《허셜 가문과 근대 천문학》(The Herschels and Modern Astronomy)에서 알코르에 대해 다음과 같이 서술했다.
사막의 아랍인들은 알코르를 예리한 시력을 시험하는 존재로 간주했으며, 천상의 위계에서 가장 높은 곳에 있는 '소하일'(카노푸스)을 가장 낮은 자리를 점하고 있는 '소하'(알코르)에 대비시키는 것에 익숙했다. 그래서 라틴어 문장 Vidit Alcor, at non lunam plenam (해석: "알코르는 보지만 보름달은 보지 못한다.")은 '사소한 것에 민감하게 반응하나 보다 큰 것은 이해하지 못하는 사람'을 가리키는 속담이 되었다.
— Agnes M, Clerke, (1901)

## 같이 보기
- 항성계